# Metro de Tianjin
El Metro de Tianjin (en chino:天津轨道交通, pinyin:Tiānjīn guǐdào jiāotōng,BTM) Es el sistema de transporte masivo de la municipalidad de Tianjin. Es el segundo sistema de metro (después del Metro de Pekín). Fue inaugurado en 1976 y actualmente cuenta con 10 líneas en 217 estaciones que recorren en total 310 km, y está en construcción 8 líneas. El sistema es operado en conjunto por las empresas Tianjin Metro Group Co. Ltd y the Binhai Mass Transit Development Co. Ltd. La línea 1 opera principalmente en el centro, mientras que la segunda opera en Binhai.

## Historia
Tianjin ha sido durante mucho tiempo una ciudad comercial importante. Después de la fundación de la República Popular en 1949, el número de vehículos en las carreteras aumentó significativamente, provocando contaminación. Para superar estos problemas, la empresa de transportes decidió cerrar la red de tranvías antiguas y cambiar a un sistema de tránsito rápido.
Sin embargo, debido a los costes económicos, no fue hasta 1970 que la construcción del sistema se llevó a cabo. La primera sección, que abarca 3.6 kilómetros se completó en febrero de 1976. La segunda sección, con un adicional de 1.6 km de vía fue terminada en 1980. Después de la construcción se reanudó, la longitud total que era de 7.4 km, con 8 estaciones, y el servicio en la línea comenzó el 28 de diciembre de 1984.
Para reducir los costos de construcción, la empresa de transportes decidió utilizar un canal abandonado para formar parte del sistema, y no cavar profundamente. Al utilizar el lecho del canal, la sección de metro está a sólo 2-3 metros bajo la superficie de la calle, y era el metro más superficial del mundo. Había sólo 1000 trabajadores a tiempo completo en la construcción en ese momento, los otros eran voluntarios de fábricas, escuelas e instituciones de toda la ciudad. El número medio de voluntarios trabajadores excedían 2.000 al día, lo que representa el proyecto único en el mundo entonces. La construcción se retrasó en 1976, cuando un terremoto sacudió la ciudad, pero se reanudó en 1979 y terminó en 1984.
Al final de la década de 1990, se observó que el sistema de metro estaba muy de moda. El ambiente de las estaciones fue poco atractivo y difícil de transitar. Como preparación, el sistema fue cerrado el 1 de septiembre de 2001, con la renovación completa a partir del 21 de noviembre. Después de la compra de nuevo materiales, la línea vuelve a abrir sus puertas el 6 de diciembre de 2006.
Durante la renovación de la primera línea, otras líneas fueron sometidos a la construcción. Línea 9 , operado por Binhai Mass Transit Desarrollo Co. Ltd, comenzó a construirse en 2001 y su primera sección se abrieron el 28 de marzo de 2004. Entre 2004 y 2007, muchas nuevas estaciones de la línea se abrieron sucesivamente. El 1 de mayo de 2011, la línea fue hacia el oeste más prolongadas con 3 estaciones, con lo que a su longitud actual de 52,8 kilómetros. La línea de tranvía en el sistema, el TEDA Modern Guided Rail Tram , fue construido para servir el Área de Desarrollo Económico de Tianjin y fue inaugurado el 10 de mayo de 2007. línea 2 , después de un retraso de la construcción larga y un accidente estructural, por fin se abrió, como dos separados secciones, al público el 1 de julio de 2012, con las secciones que se reconectó el 28 de agosto de 2013. Línea 3, otra línea principal norte-sur, inaugurado el 15 de octubre de 2012.

## Líneas
| Líneas (Operador)            | Terminales (Distritos)  | Terminales (Distritos)                                            | Inauguración | Longitud km | Estaciones |  |
| ---------------------------- | ----------------------- | ----------------------------------------------------------------- | ------------ | ----------- | ---------- |  |
| 1                            | Donggu Lu               | Liuyuan                                                           | 1984         | 42.2        | 27         |  |
| 2                            | Caozhuang               | Binhai Guoji Jichang (Aeropuerto Internacional de Tianjin-Binhai) | 2012         | 27.2        | 20         |  |
| 3                            | Xiaodian                | Nanzhan                                                           | 2012         | 33.7        | 26         |  |
| 4                            | Dongnanjiao             | Xinxingcun                                                        | 2021         | 19.4        | 14         |  |
| 5                            | Beichen Kejiyuan Bei    | Liqizhuang-nan                                                    | 2018         | 34.8        | 28         |  |
| 6                            | Nancunzhuang            | Lushui Dao                                                        | 2016         | 43.6        | 39         |  |
| 8 (Fase 2 de Línea 6)        | Lushui Dao              | Xianshuigu-xi                                                     | 2021         | 12.4        | 9          |  |
| 9 (BMT)                      | Tianjin Railway Station | Donghai Road                                                      | 2004         | 52.8        | 21         |  |
| Total                        | Total                   | Total                                                             | Total        | 266.1       | 182        |  |
|                              |                         |                                                                   |              |             |            |  |
| TEDA (BMT)                   | TEDA (Binhai)           | North of College District (Binhai)                                | 2007         | 7.860       | 14         |  |
| Fuente: Tianjin Rail Transit |                         |                                                                   |              |             |            |  |